# 베트남 유신회
베트남 유신회(-維新會)는 1904년에 판보이쩌우가 결성한 베트남 독립운동단체이다.

## 배경
19세기 말, 응우옌 왕조는 프랑스의 보호령이 된다. 이에 베트남 사람들은 여러 독립운동을 시작하는데 이에 판보이쩌우도 가담한다. 1885년 7월 베트남의 실권자 똔텃투옛이 함의제를 옹립하여 근왕령(勤王令)을 공포하자 같이 공부하던 60여 명과 시생군을 조직하여 껀브엉운동에 참여하고자 계획하지만 프랑스의 급습으로 실행되지 못했다. 이후 베트남 사람들을 규합하기 위해 과거 시험을 응시하고 1900년, 향시에서 1위로 합격하였다. 
1904년, 판보이쩌우는 응우옌 왕조의 왕족인 끄엉 데를 회주로 하여 입헌군주제를 지향하는 베트남의 독립운동단체, 유신회를 조직하였다. 베트남 유신회의 1차적인 목표는 반(反)프랑스 봉기를 위해 무기를 확보는 것이였다. 당시 베트남의 무기 제작소는 프랑스군이 점령했었고, 베트남인들이 무기에 관련한 접촉은 많은 감시를 받고 있었다. 이에 지도부는 논의 끝에 일본의 도움을 받기로 결정하였는데 일본은 베트남과 같은 아시아 국가였으며, 1900년 무렵에는 러시아 등의 서구 열강과 대등할 정도로 성장하였기 때문이었다.

## 같이 보기
- 유신 운동
- 동유 운동
- 판보이쩌우
- 판쩌우찐